# 1989 في بيرو
فيما يلي قوائم الأحداث التي وقعت خلال عام 1989 في بيرو.

## سياسة

### انتهاء فترة المنصب
- 11 يناير – خوسيه بوستامانتي ص ريفيرو عضو مجلس شيوخ بيرو.

## مواليد

### مايو
- 20 مايو – ألدو كورزو لاعب كرة قدم بيروفي.

### يوليو
- 10 يوليو – كارلوس زامبرانو لاعب كرة قدم بيروفي.

## وفيات

### يناير
- 11 يناير – خوسيه بوستامانتي ص ريفيرو (مواليد 1894)